# Campionati europei di pugilato dilettanti 1961
I Campionati europei di pugilato dilettanti maschili 1961 si sono tenuti a Belgrado, Jugoslavia, dal 3 al 10 giugno 1961. È stata la 14ª edizione della competizione biennale organizzata dall'EABA. 146 pugili da 21 Paesi hanno partecipato alla competizione.

## Podi
| Categoria                   | Oro              | Argento            | Bronzo                                |
| Pesi mosca (kg 51)          | Paolo Vacca      | Vladimir Stolnikov | Otto Babiasch Fritz Chervet           |
| Pesi gallo (kg 54)          | Sergej Sivko     | Piotr Gutman       | Nicolae Puiu Primo Zamparini          |
| Pesi piuma (kg 57)          | Francis Taylor   | Aleksandr Sasuzhin | Constantin Georghiu Karl-Heinz Schulz |
| Pesi leggeri (kg 60)        | Dick McTaggart   | Petar Benedek      | János Kajdi Paul Warwick              |
| Pesi superleggeri (kg 63.5) | Alois Tumins     | Ljubiša Mehović    | Pierre Cosentino Marian Kasprzyk      |
| Pesi welter (kg 67)         | Ričardas Tamulis | Max Meier          | Jean Josselin Ian McKenzie            |
| Pesi superwelter (kg 71)    | Boris Lagutin    | Hans-Dieter Neidel | Viriu Badea Eric Schichta             |
| Pesi medi (kg 75)           | Tadeusz Walasek  | Yevgeny Feofanov   | Franz Frauenlob Dragoslav Jakovljevic |
| Pesi mediomassimi (kg 81)   | Giulio Saraudi   | Gheorghe Negrea    | John Bodell Zdzisław Józefowicz       |
| Pesi massimi (kg 81 +)      | Andrej Abramov   | Benito Penna       | Zbigniew Gugniewicz Günter Siegmund   |

## Medagliere
Nazione ospitante 
| Posiz. | Nazione          | Oro | Argento | Bronzo | Totale |
| ------ | ---------------- | --- | ------- | ------ | ------ |
| 1      | Unione Sovietica | 5   | 3       | 0      | 8      |
| 2      | Italia           | 2   | 1       | 2      | 4      |
| 3      | Polonia          | 1   | 1       | 3      | 5      |
| 4      | Inghilterra      | 1   | 0       | 2      | 3      |
| 5      | Scozia           | 1   | 0       | 1      | 2      |
| 6      | Jugoslavia       | 0   | 2       | 1      | 3      |
| 7      | Germania Est     | 0   | 1       | 3      | 4      |
| 7      | Romania          | 0   | 1       | 3      | 4      |
| 9      | Svizzera         | 0   | 1       | 1      | 2      |
| 10     | Francia          | 0   | 0       | 2      | 2      |
| 11     | Austria          | 0   | 0       | 1      | 1      |
| 11     | Ungheria         | 0   | 0       | 1      | 1      |
| 11     | Germania Ovest   | 0   | 0       | 1      | 1      |
|        | Totale           | 10  | 10      | 20     | 40     |